# Lago Kamloops
O Lago Kamloops é um lago localizado na Colúmbia Britânica, Canadá. Situa-se no rio Thompson a oeste da cidade de Kamloops. 

## Descrição
Este lago tem 1,6 km de largura, 29 km de comprimento e até 152 m de profundidade. A comunidade de Savona encontra-se localizada no extremo oeste do lago, e a cidade de Kamloops encontra-se localizada poucos quilómetros a leste da ponta extrema do lago, na confluência do rio Thompson Norte e rio Thompsom Sul.
O lago é limitado por todos os lados por taludes íngremes com áreas planas só perto do Delta Creek e em torno da entrada e saída das suas águas. O terreno circundante é na sua maioria desabitado e nos pastos secos do interior tem espaços compostos por ervas e arbustos, principalmente de Artemisia tridentata com bolsas de coníferas de Pseudotsuga, pinheiros Ponderosa e abetos.  
O lago Kamloops é geologicamente falando um alargamento e aprofundamento do Rio Thompson, que entra no lado leste e sai na extremidade oeste do lago.  A limnologia do lago é fortemente controlada pelo Rio Thompson, que tem grandes flutuações no fluxo anual das suas águas com mais de 60% a ocorrem no início do verão, durante a enchente (de maio a julho). O nível do lago sobe naturalmente cerca de 9,1 m (30 pés) na temporada alta, em junho para a baixa temporada, com as áreas de praia expandirem-se até 61 metros (200 pés), no verão com os níveis do lago a recuarem após a inundação.
Geralmente o tempo que leva para a água no lago ser substituída com água nova, não é muito, variando de 20 dias a 340 dias, com uma média de 60 dias. A água do lago Kamloops cumpre ou excede a qualidade dos padrões de água potável no Canadá. 
O lago Kamloops é alimentado tanto pelo rio Thompson Norte como pelo rio Thompson Sul que drena o lago mais quentes (lago Shuswap). O lago Kamloops abrange uma área de temperada e relativamente amena e está rapidamente a tornar-se um local popular para canoagem e outros desportos relacionados com a água e lazer em geral.  
No lado norte do lago Fredrick destaca-se e no lado sul do lago são as subdivisões residenciais, tais como Cherry Creek e também a comunidade de Tobiano, que manifestam a presença humana de forma mais intensa. 